# Kalkeri, Kushtagi
Kalkeri là một làng thuộc tehsil Kushtagi, huyện Koppal, bang Karnataka, Ấn Độ.